# Stazione di Nishi-Kawagoe
La stazione di Nishi-Kawagoe (西川越駅?, Nishi-Kawagoe-eki) è una stazione ferroviaria situata nella città di Kawagoe della prefettura di Saitama in Giappone. La stazione è servita dalla linea Kawagoe-Hachikō della JR East e dista a 18,7 km dal capolinea ferroviario di Ōmiya a Saitama, sebbene tutti i treni terminino la corsa presso la stazione di Kawagoe.

## Storia
La stazione venne aperta il 22 luglio 1940. L'elettrificazione della linea è stata completata nel 1985.

## Linee
JR East
■ Linea Kawagoe

## Struttura
La stazione è dotata di una banchina singola, con un unico binario passante utilizzato da entrambi i sensi di marcia. Presenti inoltre biglietteria automatica e tornelli automatici con supporto alla bigliettazione elettronica Suica e compatibili.
| 1 | ■ Linea Kawagoe | per Kawagoe, Komagawa e, via ■ linea Hachikō, Higashi-Hannō e Hachiōji |

## Stazioni adiacenti
| «                     | Servizio              | »                     |
| Linea Kawagoe-Hachikō | Linea Kawagoe-Hachikō | Linea Kawagoe-Hachikō |
| --------------------- | --------------------- | --------------------- |
| Kawagoe               | Locale                | Matoba                |